# Aleksander Kõss
Aleksander Kõss (alternativ auch Aleksander Köss geschrieben, * 1919; † 20. September 1944 bei Avinurme, Estnische SSR) war ein estnischer Fußballspieler. 

## Karriere
Aleksander Kõss spielte im Verein bei Olümpia Tartu, mit dem er 1940 Estnischer Meister wurde. Im Jahr 1940 absolvierte er zudem ein Länderspiel für die Estnische Nationalmannschaft gegen Lettland im Kadrioru staadion von Tallinn.

## Tod
Als Soldat im Zweiten Weltkrieg fiel er am 20. September 1944 in der Schlacht um Avinurme während der Tallinn Offensive. Nach Schätzungen kamen dort über 170.000 Menschen ums Leben. 

## Erfolge
- Estnischer Meister: 1940